# برج پلیل
برج پلیل (به فرانسوی: Tour Pleyel) یک ساختمان بلندمرتبه و آسمان‌خراش در فرانسه است که در سن-دنی، سن-سن-دنی واقع شده‌است.